# Aspicilia multipunctata
Aspicilia multipunctata är en lavart som först beskrevs av Edvard(Edward) August Vainio, och fick sitt nu gällande namn av Rolf Santesson. Aspicilia multipunctata ingår i släktet Aspicilia, och familjen Megasporaceae. Arten är reproducerande i Sverige.